# Сен-Жак (станция метро)
Сен-Жак (фр. Saint-Jacques) — станция линии 6 Парижского метрополитена, расположенная в XIV округе Парижа. Названа по одноимённым улице (фр. Rue du Faubourg Saint-Jacques) и бульвару, получившим своё имя в честь апостола Иакова, так как в этом районе пролегал один из популярных средневековых паломнических маршрутов — Путь Святого Иакова.

## История
- Станция открылась 24 апреля 1906 года при продлении тогдашней линии 2 Юг (фр. Ligne 2 Sud). 14 октября 1907 года этот участок вошёл в состав линии 5, а 6 октября 1942 года перешёл в состав линии 6.
- Пассажиропоток по станции по входу в 2011 году, по данным RATP, составил 4 739 497 человек[2]. В 2013 году этот показатель вырос до 4 933 269 пассажиров (87 место по уровню входного пассажиропотока в Парижском метро)[3]

## Галерея

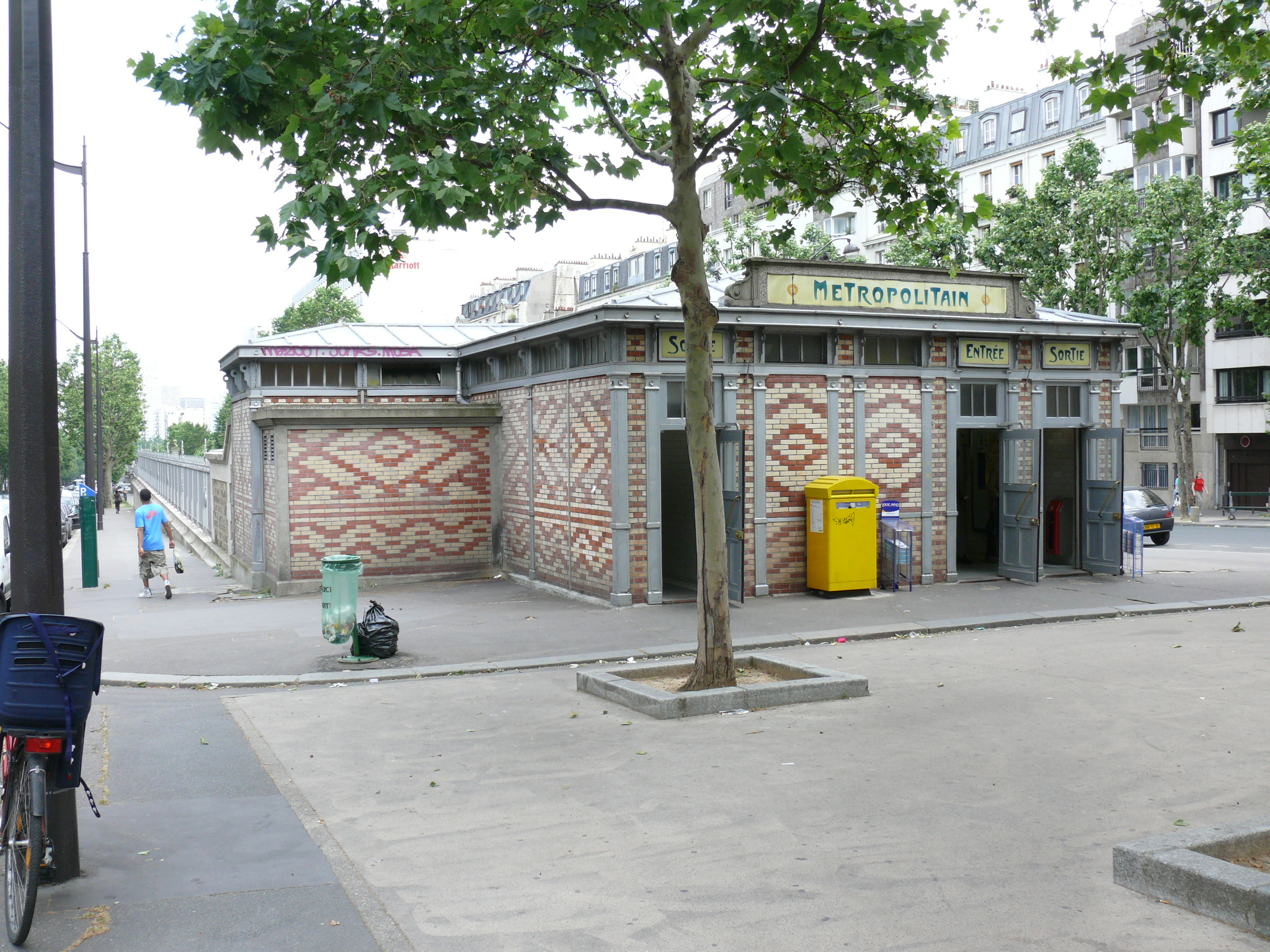
Наземный вестибюль
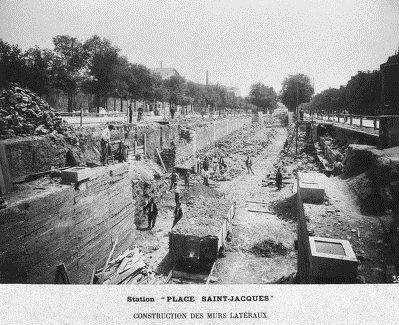
Строительство станции (1903 год)
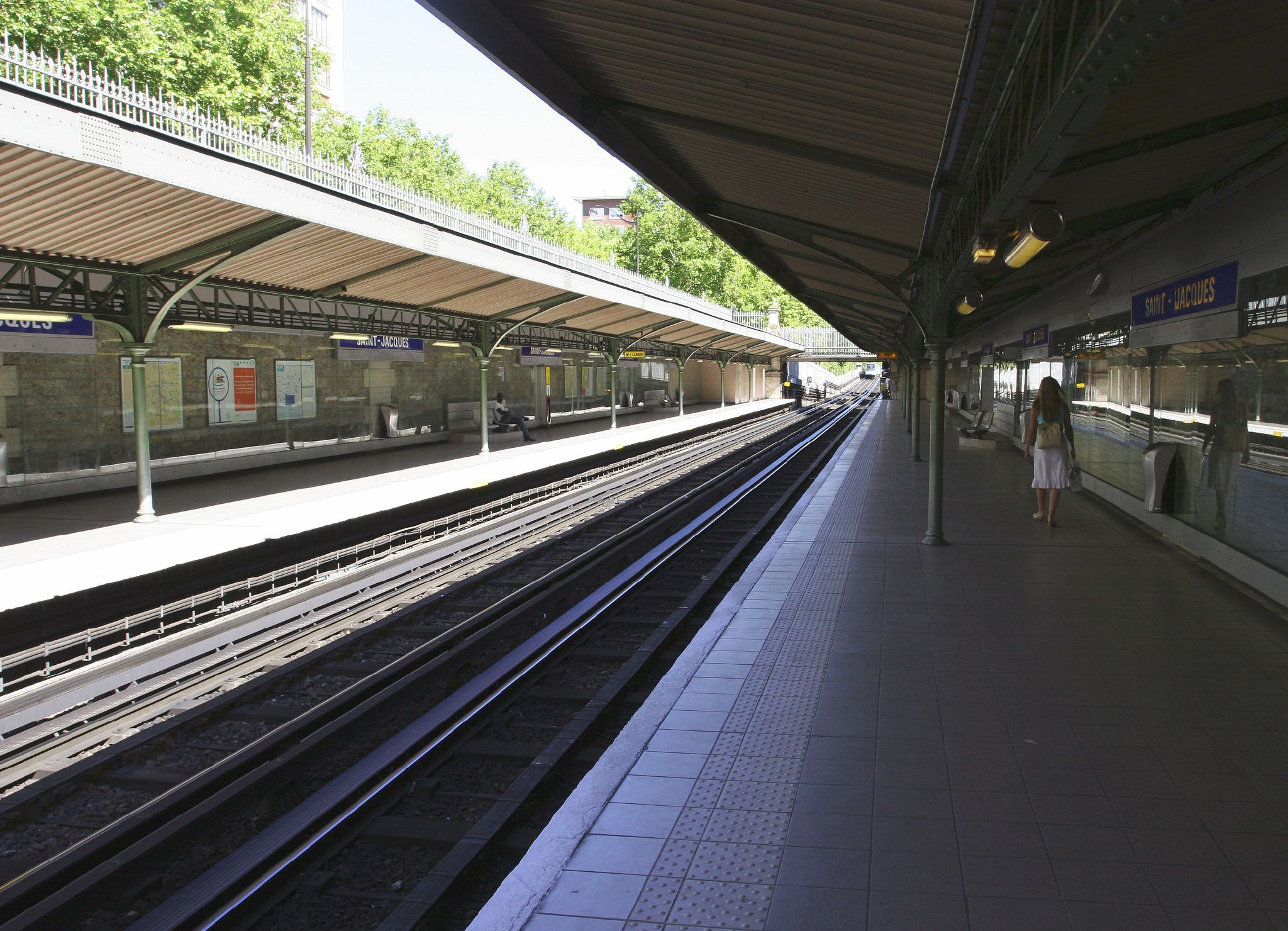
Вид на платформы